# Neuvic (Dordogne)
Neuvic (volledige naam Neuvic-sur-L'Isle) is een gemeente in het Franse departement Dordogne (regio Nouvelle-Aquitaine). De plaats maakt deel uit van het arrondissement Périgueux. Neuvic ligt zo'n 27 kilometer van Périgueux en ongeveer 30 kilometer van Bergerac. De gemeente telde 3.663 inwoners op 1 januari 2022.

## Geschiedenis
Neuvic is ontstaan na het jaar 1000. De naam in haar oorspronkelijke vorm luid Novo Vicus, wat 'nieuwe plaats' betekent. Het achterste gedeelte van de naam (sur l'Isle) wijst op het feit dat Neuvic aan de rivier de Isle ligt. De naam van de plaats is meerdere malen van schrijfwijze veranderd. Zo werd het in 1203 Nouvic en schreef men het in 1703 als Neufvic tot het later zijn schrijfvorm kreeg zoals deze tot op de dag van vandaag nog is.
Op de Vern werden watermolens gebouwd. In de 19e eeuw kwam er industrie in de gemeente. De schoenenfabriek Marbot werd geopend aan het einde van de 19e eeuw en telde omstreeks 1940 400 werknemers.

## Bezienswaardigheden
Een bezienswaardigheid is het Kasteel van Neuvic uit de Renaissance aan de oever van de Isle met zijn arboretisch park van 6,5 hectare. Met de bouw van het kasteel is in 1520 begonnen in opdracht van Annet de Fayolle. Tot in 1925 is het ook in de familie Fayolle gebleven. Na de verkoop is het kasteel in verschillende handen geweest tot het werd gekocht door de laatste private eigenaren, het echtpaar Chall. Zij hebben het kasteel ter beschikking gesteld aan een stichting voor weeskinderen. Het kasteel wordt ook gedeeltelijk door weeskinderen bewoond. Maar een groot deel van het kasteel en het arboretisch park kunnen bezocht worden.
Verder is er het Kasteel van Fratteau, een middeleeuwse burcht die deels werd ontmanteld na de Franse Revolutie.
Tussen de Isle en de Vern is er een kwekerij van steur waar er kaviaar wordt geproduceerd.

## Geografie
De oppervlakte van Neuvic bedraagt 25,82 km², de bevolkingsdichtheid is 140 inwoners per km² (per 1 januari 2019).
De Isle en de Vern stromen door de gemeente.

De onderstaande kaart toont de ligging van Neuvic met de belangrijkste infrastructuur en aangrenzende gemeenten.

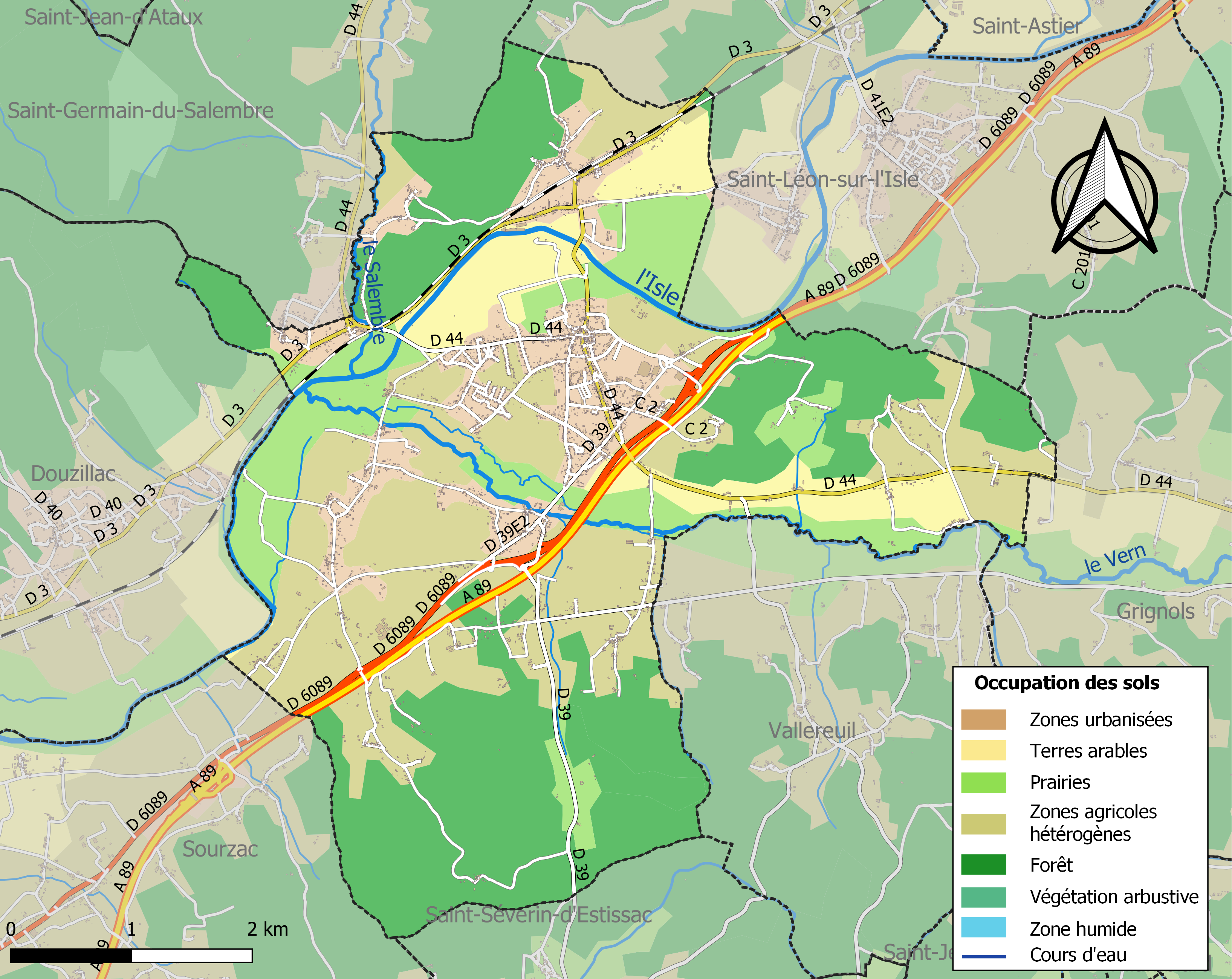

## Verkeer
De autosnelweg A89 loopt door de gemeente.
In de gemeente ligt de spoorweghalte Neuvic.

## Demografie
Onderstaande figuur toont het verloop van het inwonertal (bron: INSEE-tellingen).